# Храм Воскресения Христова (Сулега)
Церковь Воскресения Христова — православный храм в селе Сулега Бежецкого района Тверской области. В настоящее время находится в сильноразрушенном состоянии. Памятник архитектуры регионального значения.
Каменный храм был построен в 1820 — 1835 годах по проекту архитектора Н. Н. Леграна. В конце XIX века первоначальная трапезная была расширена к западу и выстроена новая колокольня. В 1930-х годах храм был закрыт и заброшен.
Построен в стиле классицизма, основной объём храма — большой четверик. Он завершался пятью барабанами (храм был пятиглавый). С запада к четверику примыкает более узкая прямоугольная трапезная и шатровая трёхъярусная колокольня. Южный и северный фасады четверика оформлены монументальными четырёхколонными портиками.
Внутри храма частично сохранились росписи 1840-х годов. В 2010 году состояние церкви было оценено как «аварийное, близкое к руинированному».